# Tlakový obvaz
Tlakový neboli kompresní obvaz slouží k zastavení silnějších krvácení, pokud nestačí prostý krycí obvaz. Skládá se ze sterilní krycí vrstvy, na kterou je přiložena silná vrstva savého materiálu stlačující cévu v ráně (složený ručník, část oděvu, nerozvinuté obinadlo apod.) a která je přitlačována k ráně a připevněna obinadlem. 

## Použití
Prosakuje-li, přiložíme další vrstvu a opět připevníme obinadlem. Prosakuje-li i třetí vrstva, je nejvhodnější všechno sejmout, zjistit místo krvácení (nejčastější příčina selhání tlakového obvazu je vyvíjení tlaku na špatném místě). Málokdy je třeba použít k zastavení krvácení zaškrcovadlo (škrtidlo).